# Witheid
Witheid is de mate waarin een oppervlak wit licht reflecteert of uitstraalt. Het is een belangrijke eigenschap voor bijvoorbeeld papier of beeldschermen.
Het beoordelen van de witheid verschilt niet van een kleurbeoordeling. Voor de beoordeling van reflecterende oppervlakken zoals papier is een lichtbron nodig. Het object dat beoordeeld wordt, absorbeert en reflecteert het licht van de lichtbron. Voor de beoordeling van een beeldscherm wordt het uitgestraalde licht beoordeeld. Uiteindelijk neemt het oog het gereflecteerde of uitgestraalde licht waar. In de hersenen wordt de informatie van het oog omgezet in een kleur- of witheidswaarneming.
De beste beoordeling is de reflectie- of emissiecurve in het spectrum van 400 nm tot 700 nm. Voor papier geldt dat maximale reflectie bij een bepaalde golflengte 100% is, behalve wanneer een opwitter gebruikt wordt. Hierbij wordt onzichtbaar ultraviolet licht omgezet in zichtbaar blauw licht, waardoor de reflectie van het licht boven de 100% uit kan komen.
Witheid is niet alleen met een getal te bepalen. Wit kan nog een blauwe, rode of gele tint hebben. Deze tint is ook belangrijk voor het gevoel van witheid.

## Witheidsformule
Om de witheid te bepalen zijn er verschillende formules ontwikkeld.
De lichtbron en de waarnemingshoek worden vastgelegd.
De meest gebruikte witheidsformule is die volgens de CIE.
De witheid volgens CIE (Commission Internationale de l'Eclairage) wordt bepaald met de lichtbron D65 en onder een waarnemingshoek van 10° en luidt:
{\displaystyle W_{\mathrm {CIE} }=Y+800\,(0,\!3127-x)+1700\,(0,\!3290-y)}
Hierbij zijn Y, x en y coördinaten die een kleur definiëren.
De kleurtint wordt zo bepaald:
{\displaystyle T_{\mathrm {CIE} }=900\,(0,\!3127-x)-650\,(0,\!3290-y)}

## Andere witheidsformules
Berger:
- {\displaystyle W_{\mathrm {Berger} }=R_{\mathrm {y} }+3\,R_{\mathrm {z} }-3\,R_{\mathrm {x} }}, of
- {\displaystyle W_{\mathrm {Berger} }=Y+3,\!452\,Z+3,\!908\,X}

Taube:
- {\displaystyle W_{\mathrm {Taube} }=4\,R_{\mathrm {z} }-3\,R_{\mathrm {y} }}, of
- {\displaystyle W_{\mathrm {Taube} }=3,\!727\,Z-3\,Y}

Hunter:
- {\displaystyle W_{\mathrm {Hunter} }=L-3\,b}

Stensby:
- {\displaystyle W_{\mathrm {Stensby} }=L+3\,a-3\,b}

Hier zijn R, X, Y, Z, L, a en b allemaal coördinaten die bij kleurmeting gebruikt worden.
Alle formules geven een witheid van 100 voor een object met een horizontale reflectiecurve van 400 tot 700 nm in het spectrum.

## ISO-Brightness
De ISO-brightness wordt veel in de papierindustrie gebruikt. Hier wordt de reflectie gemeten bij 457 nm. De kleur van 457 nm is blauw, dus wordt de witheid alleen aan de hand van het blauwe aandeel in het reflectiespectrum gemeten.
Deze methode functioneert eigenlijk alleen goed, wanneer er geen nuanceerkleurstoffen en opwitters aan het object zijn toegevoegd.
De meting is zo eenvoudig en wordt nog zoveel gebruikt, dat hij nog altijd een belangrijke plaats inneemt in de witheidsmetingen.